# ZBOR

Emblem der ZBOR

Die Jugoslawische Nationalbewegung ZBOR (serbisch Југословенски народни покрет Збор Jugoslovenski narodni pokret Zbor, kurz ЈНП ЗБОР/JNP ZBOR) war eine serbische faschistische Partei im Königreich Jugoslawien. ZBOR stand für das serbische Wort für Versammlung und war dabei gleichzeitig das Akronym für Zadružna borbena organizacija rada (Vereinigte Kampforganisation der Arbeit).
Die von Dimitrije Ljotić geführte Partei wurde 1935 gegründet. Wegen der weitgehenden ideologischen Übereinstimmung mit dem deutschen Nationalsozialismus, stellte sich Ljotić nach dem deutschen Überfall auf Jugoslawien von Beginn an auf die Seite der Okkupanten. In der ersten serbischen Kollaborationsregierung unter Milan Aćimović war die ZBOR mit zwei Ministern vertreten.
Nach Ausbruch des bewaffneten Aufstandes der kommunistischen Partisanen im August 1941 erhielt ZBOR von der deutschen Besatzungsmacht das Recht zur Aufstellung bewaffneter Kräfte. Dieses sogenannte „Serbische Freiwilligen-Korps“ (SFK) unterstützte die Deutschen bei der Verfolgung von Juden und Tito-Partisanen. Andere Teile der ZBOR wurden in die bewaffneten Formationen der am 28. August 1941 unter Milan Nedić gebildeten zweiten serbischen Kollaborationsregierung eingegliedert, die bis zur Befreiung Serbiens im Amt bleiben sollte.

## Geschichte

### Im Königreich Jugoslawien
Als Konsequenz der durch die kroatische Ustascha und mazedonische IMRO geplanten Ermordung von König Alexandar verbanden sich am 6. Januar 1935 (andere datieren es auf Dezember 1934) unter Dimitrije Ljotić mehrere faschistische Gruppen zur Vereinigung der „Jugoslawienkämpfer“ unter dem Namen ZBOR.
ZBOR unterstützte offen den Nationalsozialismus und rief bereits Mitte der 1930er Jahre zum Kampf gegen die Juden auf. Sie orientierte sich an den faschistischen Bewegungen in Italien und Deutschland. Politischer Hauptgegner der ZBOR war die Kommunistische Partei Jugoslawiens (KPJ).
Nachdem die Bewegung auch als Partei anerkannt war, trat sie bei den Wahlen 1935 und 1938 an, ging aber beide Male mit 0,84 % bzw. 1,01 % der Stimmen ohne Mandate aus, was zur Intensivierung außerparlamentarischer Aktivitäten und Auseinandersetzungen mit den politischen Gegnern, vor allem den Kommunisten, führte.
Nach Ausbruch des Zweiten Weltkriegs und den militärischen Erfolgen des Deutschen Reichs radikalisierte sich Ljotićs Haltung, und ab 1940 setzte auch eine Militarisierung der Bewegung ein. Am 23. Oktober 1940 kam es zu einer blutigen Auseinandersetzung, als die Jugendsektion des Zbor Beli orlovi (Weiße Adler) die Universität von Belgrad stürmte und kommunistische und politisch linksorientierte Studenten angriff, woraufhin die Bewegung verboten wurde. Es kam zu Verhaftungen von über 160 Mitgliedern und zu Durchsuchungen von Versammlungsräumen, wo auch Waffen sichergestellt wurden. Aus Angst vor den Achsenmächten wurden die festgenommenen Mitglieder jedoch milde bestraft. Ljotić selbst versteckte sich bis zur deutschen Invasion 1941 in einem Kloster, und unterstützte nach der Besetzung Serbiens durch deutsche Truppen das von Milan Nedić geführte Kollaborationsregime.

### Im Marionettenstaat Serbien
Die Partei bildete Ende 1941, analog zur NSDAP und PNF, ihren eigenen paramilitärischen Verband, die sogenannten Ljotićevci oder auch das Serbische Freiwilligen-Korps (Srpski dobrovoljački korpus, SDK) genannt, welcher einen Bestandteil von Milan Nedićs Streitkräften darstellte und sich im Holocaust als Hilfstruppe der Gestapo erwies.

### Emigration
Nach dem Zusammenbruch des serbischen Vasallenstaates unter der Kollaborationsregierung des Generals Milan Nedić wurden Funktionäre des ZBOR und Mitglieder des SFK durch mehrere Lager in Italien (Forlì, Eboli) geschleust. Danach kam die ZBOR-Führung nach Deutschland und hielt sich von 1947 bis 1948 im Munsterlager und von 1948 bis 1949 im DP-Lager Lingen auf. Ende 1949 ließ sie sich in Schleißheim bei München nieder. Hier setzte sie die in Lingen begonnene, noch immer monatlich erscheinende Zeitung Iskra fort. Die Zeitung ging in 40 Länder der Welt. Diese royalistisch, serbisch-orthodox,
nationalistisch bzw. faschistisch und konservativ orientierte Gruppe von Exilserben, verfügte wohl über das am reichsten fließende Publikationswesen sowie über ein global entfaltetes Presse- und Informationswesen. Seit 2016 wird Iskra nicht mehr in der serbischen Diaspora, sondern in Novi Sad herausgeben. In den auch online zugänglichen Publikationen der Iskra werden weiterhin die Taten und Personen des SFK verherrlicht.
Inhaber, Herausgeber und Chefredakteur war Jakov Ljotić, genannt Jaša (1895–1974), der Bruder des Faschistenführers Dimitrije Ljotić. Der 79-jährige wurde am 8. Juli 1974 in seiner Münchener Wohnung mit seiner Krawatte erdrosselt. Er hatte angekündigt über Titos Gefängnisse schreiben zu wollen. Für seine Ermordung soll der jugoslawische Geheimdienst UDBA verantwortlich gewesen sein. Bereits am 17. April 1969 wurde der Iskra-Redakteur Ratko Obradović (1919–1969) nahe seiner Wohnung in München-Hasenbergl auf offener Straße mit fünf Schüssen in Brust, Hals und Kopf mutmaßlich von der UDBA getötet. Obradović war ein ehemaliger Funktionär der faschistischen ZBOR-Partei und Offizier des SFK, der sich 1945 ins Exil geflüchtet hatte.

## Mitglieder
Die Mitgliederzahl hat sich, vor Kriegsausbruch, nach Schätzungen auf 5.000 bis 6.000 (einschließlich Jugendsektion) belaufen und soll nie über 6.000 angewachsen sein.

### Bekannte Mitglieder
- Strahinja Janjić (1906–nach 1945), jugoslawischer Armeeoffizier und serbischer Gestapo-Agent
- Čedomir Marjanović (1906–1945), Minister für Justiz in der Kollaborationsregierung des serbischen Vasallenstaates
- Ratko Obradović (1919–1969), ZBOR-Funktionär, Offizier ihres bewaffneten Arms, des Serbischen Freiwilligen-Korps und Redakteur der Emigrantenzeitung Iskra
- Mihailo Olćan (1894–1961), Minister für nationale Wirtschaft in der Kollaborationsregierung des serbischen Vasallenstaates
- Ratko Parežanin (1898–1981), Gründungsmitglied, jugoslawischer Abgeordneter und serbischer Exil-Schriftsteller